# ディロン・メイプルズ
ディロン・ショーン・メイプルズ（Dillon Sean Maples, 1992年5月9日 - ）は、アメリカ合衆国ノースカロライナ州リー郡サンフォード出身のプロ野球選手（投手）。右投右打。現在は、フリーエージェント（FA）。

## 経歴
2011年のMLBドラフト14巡目（全体429位）でシカゴ・カブスから指名され、プロ入り。
2012年、ルーキー級アリゾナリーグ・カブスでプロデビュー。6試合（先発4試合）登板して0勝1敗、防御率4.35、12奪三振を記録した。
2013年はA-級ボイシ・ホークスとA級ケーンカウンティ・クーガーズでプレーし、2球団合計で21試合（先発16試合）に登板して5勝4敗1セーブ、防御率4.93、75奪三振を記録した。
2014年はルーキー級アリゾナリーグ・カブスとA-級ボイシでプレーし、2球団合計で10試合に先発登板して0勝4敗、防御率9.00、23奪三振を記録した。
2015年はA-級ユージーン・エメラルズとA級サウスベンド・カブスでプレーし、2球団合計で18試合に登板して1勝2敗1セーブ、防御率4.58、27奪三振を記録した。
2016年はA級サウスベンドとA+級マートルビーチ・ペリカンズでプレーし、2球団合計で28試合に登板して1勝3敗9セーブ、防御率4.22、23奪三振を記録した。
2017年、マイナーではA+級マートルビーチ、AA級テネシー・スモーキーズ、AAA級アイオワ・カブスでプレーし、3球団合計で52試合に登板して6勝3敗13セーブ、防御率2.27、100奪三振を記録した。9月1日にメジャー契約を結んでアクティブ・ロースター入りし、3日のアトランタ・ブレーブス戦でメジャーデビュー。この年メジャーでは6試合に登板して防御率10.13
、11奪三振を記録した。
2018年は9試合に登板して1勝0敗、防御率11.81、9奪三振を記録した。
2019年は14試合に登板して1勝0敗、防御率5.40、18奪三振を記録した。
2020年は2試合に登板して防御率18.00、1奪三振を記録した。
2021年は自己最多となる28試合に登板して、1勝0敗、防御率2.59と好成績を記録したが、オフの11月7日にFAとなった。

### フィリーズ傘下時代
2022年3月17日にフィラデルフィア・フィリーズとマイナー契約を結び、フィリーズのスプリングトレーニングに招待選手として参加した。開幕はAAA級リーハイバレー・アイアンピッグスで迎えたが、19試合に登板して防御率6.28と結果を残せず、6月24日に自由契約となった。

## 詳細情報

### 年度別投手成績
| 年 度    | 球 団    | 登 板 | 先 発 | 完 投 | 完 封 | 無 四 球 | 勝 利 | 敗 戦 | セ 丨 ブ | ホ 丨 ル ド | 勝 率 | 打 者 | 投 球 回 | 被 安 打 | 被 本 塁 打 | 与 四 球 | 敬 遠 | 与 死 球 | 奪 三 振 | 暴 投 | ボ 丨 ク | 失 点 | 自 責 点 | 防 御 率 | W H I P |
| -------- | -------- | ----- | ----- | ----- | ----- | -------- | ----- | ----- | -------- | ----------- | ----- | ----- | -------- | -------- | ----------- | -------- | ----- | -------- | -------- | ----- | -------- | ----- | -------- | -------- | ------- |
| 2017     | CHC      | 6     | 0     | 0     | 0     | 0        | 0     | 0     | 0        | 0           | ----  | 27    | 5.1      | 6        | 0           | 6        | 0     | 0        | 11       | 1     | 0        | 6     | 6        | 10.13    | 2.25    |
| 2018     | CHC      | 9     | 0     | 0     | 0     | 0        | 1     | 0     | 0        | 0           | 1.000 | 29    | 5.1      | 7        | 2           | 5        | 0     | 2        | 9        | 2     | 0        | 7     | 7        | 11.81    | 2.25    |
| 2019     | CHC      | 14    | 0     | 0     | 0     | 0        | 1     | 0     | 0        | 0           | 1.000 | 54    | 11.2     | 6        | 2           | 10       | 0     | 4        | 18       | 0     | 0        | 7     | 7        | 5.40     | 1.37    |
| 2020     | CHC      | 2     | 0     | 0     | 0     | 0        | 0     | 0     | 0        | 0           | ----  | 9     | 21.1     | 1        | 0           | 4        | 0     | 0        | 1        | 0     | 0        | 3     | 2        | 18.00    | 5.00    |
| 2021     | CHC      | 28    | 0     | 0     | 0     | 0        | 1     | 0     | 0        | 0           | 1.000 | 139   | 31.1     | 15       | 2           | 25       | 0     | 8        | 40       | 5     | 0        | 10    | 9        | 2.59     | 1.28    |
| MLB：5年 | MLB：5年 | 59    | 0     | 0     | 0     | 0        | 3     | 0     | 0        | 0           | 1.000 | 258   | 54.2     | 35       | 6           | 50       | 0     | 14       | 79       | 7     | 0        | 33    | 31       | 5.10     | 1.55    |

- 2021年度シーズン終了時

### 背番号
- 36（2017年 -　2021年）